# Ханыгин, Кирилл Дмитриевич
Кирилл Дмитриевич Ханыгин (13.07.1926, Москва — 05.10.2002, там же) — российский учёный, конструктор, специалист в области разработки ядерных боеприпасов.

## Биография
Окончил Московский авиационный технологический институт (1952).
В 1946—1987 гг. работал во ВНИИА в должностях от конструктора до начальника конструкторского отдела.

## Награды
Государственная премия СССР 1969 г. — за участие в разработке ядерных боеприпасов комплекса «Вихрь».
Награды: орден «Знак Почёта» (1955), орден Трудового Красного Знамени (1960 г.), медали «За доблестный труд. В ознаменование 100-летия со дня рождения В. И. Ленина», «Ветеран труда».